# F.L. Bradt
Frederik Ludvig Bradt (16. juni 1747 i København – 15. januar 1829 i Førslev) var en dansk kobberstikker og arkitekt, bror til J.G. Bradt.
Han var søn af snedker Johan Just Bradt. Bradt gennemgik Kunstakademiet og fik dettes store guldmedalje som arkitekt, men opnåede som sådan næppe nok beskæftigelse, endsige navn, skønt han i 1789 opfandt ”en ny Søjleorden”, der imidlertid intet spor har efterladt sig. Han forsøgte sig også som maler, men uden held. Derimod var Bradt en habil tegner og ikke uden fortjeneste som kobberstikker, i hvilken egenskab han i 1786 blev medlem af Akademiet i København, en værdighed, han af ubekendte grunde få år efter nedlagde. Allerede tidligere havde han haft ansættelse som designer ved de kongelige uldmanufakturer og havde på den ringe løn, han i denne egenskab oppebar, giftet sig med Marie Louise Mayes (13. november 1779), hvis søster samme dag ægtede den navnkundige skuespiller Frederik Schwartz. hans hustru døde i en alder af 41 år, 16. december 1786. Bradt synes bestandig at have siddet i trange kår. I de første år af indeværende århundrede flyttede han til Hillerød, hvor han, lidende af øjensvaghed, der forhindrede ham i at arbejde, mulig har henlevet sine sidste år. Hans dødsår er ikke bekendt. I 1808 underskriver han i Hillerød en forloverattest, i 1811 var han endnu bosat i denne by, men han findes ikke nævnt i byens dødsprotokoller. Bradt var broder til kobberstikkeren Johannes Gottfred Bradt, der i en ung alder døde i Paris 25. oktober 1770.